# クーロン励起
クーロン励起（クーロンれいき）は、原子核とそこに入射してきた荷電粒子との間に働くクーロン力によって発生する原子核の励起。ガンマ線が入射した場合と同様、原子核は電磁場を受ける
。入射エネルギーが数十メガ電子ボルト以上の場合、断面積は核力のそれよりかなり大きいことが知られている。